# North Killingholme
North Killingholme est une paroisse civile et un village du Lincolnshire, en Angleterre.